# Stražunski gozd
Stražunski  gozd   ali Stražun je mestni gozd v Mariboru. Nahaja se v mestnih četrtih Pobrežje in Brezje, medtem ko se na jugu dotika tudi mestne četrti Tezno. Od leta 1966 ima status parkovnega gozda, leta 1992 pa so ga z občinskim odlokom razglasili za naravni spomenik. Njegovo namembnost so omejili na rekreacijsko in spomeniško. 
Stražun je zadnji večji ostanek nekdanjih Mariborskih primestnih nižinskih gozdov. To je mešani gozd, v katerem prevladujejo bukev, rdeči bor, hrast in gaber. V gozdu so tudi njivske in travniške površine ter t. i. Schreberjevi vrtovi. V Stražunskem gozdu so ohranjene sledi ledenodobne struge reke Drave. Na jugu so pod Tezensko teraso številni izviri, ki se stekajo v Stražunski kanal.

## VIRI
- Spletna stran o Stražunu
- Radovanovič Sašo, Maribor- štajerski Meran, Založba: Ostroga, Maribor 2010